# Listă de scriitori din Burkina Faso
Aceasta este o listă de scriitori din Burkina Faso.
- Jacques Prosper Bazié
- Angèle Bassolé-Ouédraogo
- François Djobi Bassolet
- Nazi Boni (1909–1969)
- Sarah Bouyain (1968– )
- Simporé Simone Compaore
- Augustin-Sondé Coulibaly
- Bernadette Sanou Dao (1952– )
- Boubacar Diallo (* 1962)
- Zarra Guiro (1957– )
- Ansomwin Ignace Hien
- Monique Ilboudo
- Pierre Claver Ilboudo
- Sophie Heidi Kam (1968– )
- Sandra Pierrette Kanzié
- Joseph Ki-Zerbo (1922–2006)
- Gaël Koné (1976– )
- Honorine Mare (1972– )
- Roger Nikiéma
- Suzy Henique Nikiéma (1983– )
- Kollin Noaga
- Dim-Dolobsom Ouedraogo
- Titinga Frédéric Pacéré (1943–)
- Adiza Sanoussi
- Etienne Sawadogo
- Marie-Simone Séri
- Jean-Baptiste Somé
- Malidoma Patrice Some (1956– )
- Maxime Z. Somé